# District historique de Mammoth Hot Springs
Le district historique de Mammoth Hot Springs (en anglais : Mammoth Hot Springs Historic District) est un district historique américain situé à Mammoth, dans le comté de Park, au Wyoming. Protégé au sein du parc national de Yellowstone, il est inscrit au Registre national des lieux historiques depuis le 20 mars 2002. Il comprend notamment la H.W. Child House et le Mammoth Hot Springs Hotel mais aussi des bâtiments relevant du fort Yellowstone tels que l'Albright Visitor Center et la Mammoth Chapel.